# Вјенцеслав Ценчић
Вјенцеслав Ценчић (Локве, 28. август 1927) је хрватски новинар и публициста.
Рођен је у Локвама 1927. Класичну гимназију је започео у фрањевачком сјеменишту на острву Бадији код Корчуле. Школовање прекида 1941. и враћа се да живи са родитељима у Црни луг у Горском котару. У партизане одлази 1943, а 1945. наставља као официр Југословенске армије школовање у гимназији у Загребу. Војнопоморску академију у Дивуљама уписује 1947. До 1955. године ради као активни официр Југословенске ратне морнарице. Напушта војску и почиње да ради као дописник Радио Загреба. Од 1960. до 1962. је директор Радио Пуле, а од 1962. до 1972. је радио као заменик главног уредника часописа Самоуправљање.
У свом новинарском и публицистичком раду се у великој мери бави темама везаним за Комунистичку партију Југославије и Јосипа Броза Тита, као и за активности југословенских комуниста у СССР-у. Велику пажњу јавности изазвала је његова књига Енигма Копинич издата 1983. у којој се бави радом Јосипа Копинича, предратног агента Коминтерне. Његова књига Титова последња исповијест, издата 2002. у Београду, је изазвала бурна реаговања јер се дотиче тема које су важне за разумевање распада Југославије деведесетих година двадесетог века, као што су национализам и устав из 1974. Књига је састављена од стенограмских бележака чувеног Титовог говора у Карађорђеву децембра 1979. године и разговора које је водио са Јосипом Копиничем на Ванги 1979. (стр. 67-204). Аутентичност ових стенограма се доводи у питање. Друштво за истину о антифашистичкој народноослободилачкој борби у Југославији 1941-1945 је издало 2002. зборник радова под називом Велика подвала - Ценчић подмеће Титу измишљене стенограме, који се бави овом Ценчићевом књигом.
Ценчић је добитник више одликовања и признања, међу којима су Орден рада са сребрним венцем 1967, Орден рада са златним венцем 1980. и  Плакета Савеза новинара СРХ 1985.